# コルト・マルテーゼ
『コルト・マルテーゼ』（Corto Maltese）は、イタリアの漫画家ユーゴ・プラットの漫画作品。

## 概要
同名のキャラクターが活躍する海洋冒険もので、このキャラクターは1967年、Sgt.Kirk誌に掲載された同作者の『塩海のバラード』 （Una ballata del mare salato）シリーズにはじめて登場した。物語は第一次大戦期の海賊や密輸業者の世界を舞台としている。1970年からはフランスの漫画雑誌Pif gadgetで連載が4年にわたって行われ、20ページの物語が量産されたのち、1974年よりイタリアの漫画雑誌Linusで、長編シリーズ『シベリアのコルト・マルテーゼ』（Corte sconta detta arcana）が連載された。1976年には書籍となった『死海のバラード』が、アングレーム国際コミックフェスティバルで最優秀作品賞を受賞している（外国・リアリスティック部門）。以後もコルト・マルテーゼのシリーズは20年にわたり、主として同名の雑誌『コルト・マルテーゼ』で連載され、最後のシリーズMuが1989年に終了するまで続いた。
2002年にはフランス・イタリア・ルクセンブルクの合作でアニメ映画が作られている（コルトマルテーズ 皇帝の財宝を狙え!）。